# Rude (bài hát)
"Rude" là một bài hát của ban nhạc người Canada Magic! nằm trong album phòng thu đầu tay của họ, Don't Kill the Magic (2014). Nó được phát hành lần đầu tiên như là một đĩa đơn quảng bá vào ngày 11 tháng 10 năm 2013, trước khi được chọn làm đĩa đơn đầu tiên trích từ album vào ngày 24 tháng 2 năm 2014 bởi Latium Entertainment, RCA Records và Sony Music Entertainment, cũng như là đĩa đơn chính thức đầu tay trong sự nghiệp của nhóm. Bài hát được đồng viết lời bởi tất cả những thành viên của Magic! (Nasri, Mark Pellizzer, Ben Spivak và Alex Tanas) với nhà sản xuất nó Adam Messinger, người cũng đồng thời tham gia cộng tác trong tất cả những tác phẩm từ Don't Kill the Magic và những album tiếp theo của họ. Được lấy cảm hứng từ một mối quan hệ nhiều mâu thuẫn giữ giọng ca chính của nhóm Nasri với người bạn gái cũ, "Rude" là một bản pop và reggae fusion mang nội dung đề cập đến việc một người đàn ông đang cố gắng thuyết phục người cha của bạn gái để cả hai được phép kết hôn. Một phiên bản phối lại chính thức của bài hát với sự tham gia hợp tác từ Kid Ink, Ty Dolla Sign và Travis Barker, cũng được phát hành.
Sau khi phát hành, "Rude" nhận được những phản ứng trái chiều từ các nhà phê bình âm nhạc, trong đó họ đánh giá cao giai điệu bắt tai và hấp dẫn nhưng cũng vấp phải nhiều chỉ trích trước nội dung và quá trình sản xuất thiếu tính nhất quán của nó. Tuy nhiên, bài hát đã gặt hái nhiều giải thưởng và đề cử tại những giải thưởng lớn, bao gồm đề cử tại giải thưởng Âm nhạc Mỹ năm 2014 cho Đĩa đơn của năm và chiến thắng tại giải Juno năm 2015 cho hạng mục tương tự. "Rude" cũng tiếp nhận những thành công lớn về mặt thương mại, đứng đầu các bảng xếp hạng ở Ba Lan và Vương quốc Anh, đồng thời lọt vào top 10 ở nhiều quốc gia nó xuất hiện, bao gồm vươn đến top 5 ở những thị trường lớn như Úc, Áo, Đan Mạch, Ireland, Nhật Bản, Hà Lan, New Zealand, Na Uy, Tây Ban Nha và Thụy Điển. Tại Hoa Kỳ, nó đạt vị trí số một trên bảng xếp hạng Billboard Hot 100 trong sáu tuần liên tiếp, trở thành đĩa đơn quán quân đầu tiên và duy nhất của nhóm tại đây. Tính đến nay, "Rude" đã bán được hơn 9 triệu bản trên toàn cầu, trở thành một trong những đĩa đơn bán chạy nhất mọi thời đại.
Video ca nhạc cho "Rude" được đạo diễn bởi David Rousseau, trong đó bao gồm những cảnh Nasri mong muốn kết hôn với người bạn gái của anh nhưng luôn bị người cha bảo thủ của cô tìm mọi cách từ chối mối quan hệ của cả hai mà không giải thích lý do, trước khi họ bí mật cầu hôn sau nhiều lần không được chấp thuận và cô gái quyết định từ bỏ gia đình với người cha nghiêm khắc thái quá mãi mãi để chạy trốn cùng vị hôn phu. Để quảng bá bài hát, Magic! đã trình diễn nó trên nhiều chương trình truyền hình và lễ trao giải lớn, bao gồm Good Morning America, Today, The Tonight Show Starring Jimmy Fallon, The View, giải Video của MuchMusic năm 2014, giải Sự lựa chọn của Giới trẻ năm 2014, giải thưởng Âm nhạc Mỹ năm 2014 (với Wyclef Jean), giải Grammy Latin năm 2014 (với Marc Anthony) và Dick Clark's New Year's Rockin' Eve năm 2015, cũng như trong nhiều chuyến lưu diễn của họ. Được ghi nhận là bài hát trứ danh trong sự nghiệp của nhóm, "Rude" đã được hát lại bởi nhiều nghệ sĩ khác nhau, như Selena Gomez, Ariana Grande, The Vamps, Tiffany Alvord, Madilyn Bailey và Walk off the Earth.

## Danh sách bài hát
Tải kĩ thuật số
1. "Rude" - 3:44
2. "Rude" (phối lại) (hợp tác với Kid Ink, Ty Dolla Sign và Travis Barker) - 3:36

Đĩa CD
1. "Rude" - 3:44
2. "Mama Didn't Raise No Fool" - 4:07

## Xếp hạng
| Bảng xếp hạng (2013-15)                    | Vị trí cao nhất |
| ------------------------------------------ | --------------- |
| Úc (ARIA)                                  | 2               |
| Áo (Ö3 Austria Top 40)                     | 3               |
| Bỉ (Ultratop 50 Flanders)                  | 37              |
| Bỉ (Ultratop 50 Wallonia)                  | 44              |
| Brazil (Billboard Brasil Hot 100)          | 18              |
| Canada (Canadian Hot 100)                  | 6               |
| Canada AC (Billboard)                      | 2               |
| Canada CHR/Top 40 (Billboard)              | 4               |
| Canada Hot AC (Billboard)                  | 1               |
| Cộng hòa Séc (Rádio Top 100)               | 5               |
| Cộng hòa Séc (Singles Digitál Top 100)     | 4               |
| Đan Mạch (Tracklisten)                     | 3               |
| Phần Lan (Suomen virallinen lista)         | 8               |
| Pháp (SNEP)                                | 51              |
| Đức (Official German Charts)               | 7               |
| Ireland (IRMA)                             | 2               |
| Israel (Media Forest)                      | 4               |
| Ý (FIMI)                                   | 11              |
| Nhật Bản (Japan Hot 100)                   | 4               |
| Hà Lan (Dutch Top 40)                      | 3               |
| Hà Lan (Single Top 100)                    | 5               |
| New Zealand (Recorded Music NZ)            | 2               |
| Na Uy (VG-lista)                           | 2               |
| Ba Lan (Polish Airplay Top 100)            | 1               |
| Scotland (OCC)                             | 1               |
| Slovakia (Rádio Top 100)                   | 6               |
| Slovakia (Singles Digitál Top 100)         | 1               |
| Slovenia (SloTop50)                        | 1               |
| Nam Phi (EMA)                              | 8               |
| Tây Ban Nha (PROMUSICAE)                   | 5               |
| Thụy Điển (Sverigetopplistan)              | 2               |
| Thụy Sĩ (Schweizer Hitparade)              | 11              |
| Anh Quốc (OCC)                             | 1               |
| Hoa Kỳ Billboard Hot 100                   | 1               |
| Hoa Kỳ Adult Alternative Songs (Billboard) | 17              |
| Hoa Kỳ Adult Contemporary (Billboard)      | 1               |
| Hoa Kỳ Adult Pop Airplay (Billboard)       | 1               |
| Hoa Kỳ Alternative Songs (Billboard)       | 19              |
| Hoa Kỳ Dance/Mix Show Airplay (Billboard)  | 3               |
| Hoa Kỳ Dance Club Songs (Billboard)        | 41              |
| Hoa Kỳ Pop Airplay (Billboard)             | 1               |
| Hoa Kỳ Rhythmic (Billboard)                | 5               |
| Venezuela Top Anglo (Record Report)        | 1               |

| Bảng xếp hạng (2013)                  | Vị trí |
| ------------------------------------- | ------ |
| Australia (ARIA)                      | 67     |
| Bảng xếp hạng (2014)                  | Vị trí |
| Australia (ARIA)                      | 40     |
| Austria (Ö3 Austria Top 40)           | 43     |
| Belgium (Ultratop 50 Wallonia)        | 7      |
| Canada (Canadian Hot 100)             | 5      |
| Denmark (Tracklisten)                 | 13     |
| Germany (Official German Charts)      | 54     |
| Italy (FIMI)                          | 31     |
| Japan (Japan Hot 100)                 | 39     |
| Japan Hot Overseas (Billboard Japan)  | 6      |
| Netherlands (Dutch Top 40)            | 15     |
| Netherlands (Single Top 100)          | 19     |
| New Zealand (Recorded Music NZ)       | 10     |
| Poland (ZPAV)                         | 17     |
| Slovenia (SloTop50)                   | 25     |
| Spain (PROMUSICAE)                    | 37     |
| Sweden (Sverigetopplistan)            | 17     |
| Switzerland (Schweizer Hitparade)     | 58     |
| UK Singles (Official Charts Company)  | 12     |
| US Billboard Hot 100                  | 7      |
| US Adult Contemporary (Billboard)     | 13     |
| US Adult Top 40 (Billboard)           | 5      |
| US Dance/Mix Show Airplay (Billboard) | 28     |
| US Pop Songs (Billboard)              | 6      |
| US Rhythmic (Billboard)               | 24     |
| Worldwide (IPFI)                      | 9      |
| Bảng xếp hạng (2015)                  | Vị trí |
| Slovenia (SloTop50)                   | 17     |
| Bảng xếp hạng (2016)                  | Vị trí |
| Argentina (Monitor Latino)            | 51     |
| Brazil (Billboard Brasil Hot 100)     | 26     |

| Bảng xếp hạng                        | Vị trí |
| ------------------------------------ | ------ |
| UK Singles (Official Charts Company) | 237    |
| US Billboard Hot 100                 | 494    |

## Chứng nhận
| Quốc gia | Chứng nhận  | Số đơn vị/doanh số chứng nhận |
| --- | ----------- | ----------------------------- |
| Úc (ARIA) | 4× Bạch kim | 280.000^                      |
| Canada (Music Canada) | 3× Bạch kim | 240.000*                      |
| Đức (BVMI) | Vàng        | 250.000^                      |
| Ý (FIMI) | 2× Bạch kim | 60.000‡                       |
| México (AMPROFON) | 2× Bạch kim | 120.000*                      |
| New Zealand (RMNZ) | Bạch kim    | 15.000*                       |
| Tây Ban Nha (PROMUSICAE) | Bạch kim    | 40.000‡                       |
| Thụy Điển (GLF) | 3× Bạch kim | 60.000‡                       |
| Thụy Sĩ (IFPI) | Vàng        | 15.000^                       |
| Anh Quốc (BPI) | 2× Bạch kim | 1.200.000‡                    |
| Hoa Kỳ (RIAA) | 3× Bạch kim | 3.000.000‡                    |
| Streaming |             |                               |
| Đan Mạch (IFPI Đan Mạch) | 3× Bạch kim | 7.800.000^                    |
| Tây Ban Nha (PROMUSICAE) | Bạch kim    | 8.000.000*                    |
| * Chứng nhận dựa theo doanh số tiêu thụ. ^ Chứng nhận dựa theo doanh số nhập hàng. ‡ Chứng nhận dựa theo doanh số tiêu thụ và phát trực tuyến. |             |                               |